# Oleksandra Kuvxínova
Oleksandra Kuvxínova   (Kíiv, 1997 ↔ 1998 - Horenka, 14 de març de 2022), coneguda com Saixa, va ser una periodista ucraïnesa que va morir durant la invasió russa d'Ucraïna del 2022.
Interessada en la cultura des de molt jove, escrivia poesia, pintava, feia fotos i volia ser productora de cinema. Es va involucrar en la fundació d'un festival de música de jazz. Va treballar com a DJ i també com assistent personal a Limelite fent vídeos musicals. Va fundar una entitat per ajudar els afectats per la guerra, que organitzava voluntaris per fer ajuda humanitària.
Va morir el 15 de març del 2022 a Hórenka, als afores de Kíiv, un mes després de començar a treballar com a productora per Fox News. En el mateix atac va morir un càmera de Fox News, Pierre Zakrzewski i va resultar ferit el seu company Benjamin Hall. Sasha va morir amb 24 anys.